# NGC 119
NGC 119 (również PGC 1659) – galaktyka soczewkowata (S0/P), znajdująca się w gwiazdozbiorze Feniksa. Odkrył ją John Herschel 28 października 1834 roku.